# Skala trudności dróg skalnych
Skala trudności dróg skalnych – skala oceny trudności dróg wspinaczkowych ustalana i stosowana przez osoby uprawiające wspinaczkę skalną.

## Ustalanie skali trudności
Ustalanie skali trudności drogi jest sprawą w dużym stopniu uznaniową. Zazwyczaj autor (lub autorzy) pierwszego przejścia danej drogi proponuje wycenę jej trudności. Kolejne przejścia drogi pozwalają na dokonanie weryfikacji. W związku z tym, drogi o niewielu przejściach, przeważnie te najtrudniejsze, mają niepewne wyceny. Ponadto, wycena drogi może zostać zweryfikowana w związku ze zmianą jej stanu fizycznego (np. wskutek erozji skały) lub panujących w danym miejscu warunków (jak choćby przesuwanie się granicy lodowca). Bywa, że w różnych przewodnikach wspinaczkowych istnieją różne wyceny tej samej drogi.
O ile wycena dróg łatwiejszych, które jest w stanie pokonać wiele zespołów wspinaczkowych, nie budzi na ogół zbyt wielu kontrowersji, o tyle w przypadku dróg ekstremalnie trudnych, o niewielu przejściach lub w ogóle bez powtórzeń, jest ona sprawą bardzo dyskusyjną i prowadzi często do zażartych sporów w środowisku wspinaczy.

## Rodzaje skal
Istnieje wiele skal trudności dróg skalnych. Większość skal ma charakter lokalny, tzn. jest stosowana w jednym kraju lub w jednym rejonie wspinaczkowym, w którym występuje charakterystyczny rodzaj formacji skalnych. Dostosowanie skal do natury wspinania w danym rejonie powoduje, że trudno jest je ściśle porównywać. Zazwyczaj wspinacz przyzwyczajony do jednego rodzaju skały odbiera drogi w obcym mu terenie jako trudniejsze, niż wspinacze, którzy mają w tym terenie duże doświadczenie.
Uniwersalną skalę stosuje Union Internationale des Associations d’Alpinisme. Skala ta jednak jest stworzona głównie do opisywania dróg w wysokich górach, takich jak Alpy czy Tatry i jest mało odpowiednia do opisywania dróg w niższych, czysto skalnych formacjach, takich jak Jura Krakowsko-Częstochowska czy Góry Stołowe.
W Polsce, oprócz skali UIAA stosowane są co najmniej trzy skale.
Skala tatrzańska jest stosowana głównie w Tatrach i w zasadzie jest niemal tożsama ze skalą UIAA. Skala krakowska jest stosowana głównie w Jurze Krakowsko-Częstochowskiej dla krótkich dróg w skałach wapiennych i jest swoistym rozwinięciem skali tatrzańskiej: do stopnia VI+ (skrajnie trudno, górna granica) jest z nią zgodna, a dla większych trudności stawia się po rzymskiej VI kropkę i dodaje liczbę arabską poczynając od 1. Wymyślił ją w latach 70. XX w. Wojciech Kurtyka i była pierwotnie stosowana przez tzw. krakowską „grupę kaskaderów”.
Skala nazywana saksońską służy do oceny trudności dróg w skałach piaskowcowych w Europie Środkowej. Stworzyli ją pod koniec XIX w. wspinacze działający w Szwajcarii Saksońskiej. Następnie została rozpowszechniona w Czechach. W Polsce stosowana jest głównie w Górach Stołowych. Unikalną cechą tej skali jest to, że oprócz oceny samego wspinania zawiera ona także ocenę skoków w skali od 1 do 5, gdyż niektóre drogi w formacjach piaskowcowych obejmują przeskoki z jednej skały na inną.
Skala amerykańska, tzw. Yosemite Decimal System została utworzona w latach 30. XX w. do opisu bardzo trudnych i długich dróg skalnych w Sierra Nevada, przez wspinaczy skupionych wokół Sierra Club. Trudność 5.0 odpowiada mniej więcej trudności II w skali UIAA, zaś trudność 5.9–5.10 to mniej więcej VI w skali UIAA. Dzięki takiej szczegółowości skala ta lepiej opisuje zróżnicowanie trudności dróg najtrudniejszych.
Istnieją również odrębne skale trudności dla tzw. boulderingu, czyli pokonywania bardzo krótkich, ale za to ekstremalnie trudnych dróg, które znajdują się zwykle albo na samym dole większych formacji skalnych albo na większych kamieniach. Najpopularniejsze są tu skale z Fontainebleau (w Polsce często nazywana skalą fontainbleau – mimo iż nazwa tego leżącego pod Paryżem regionu pisana jest inaczej) i Frankenjury, oraz oznaczana literą V skala z Hueco Tanks, nazywana Verm-skalą lub skalą Verma – stworzył ją bowiem amerykański wspinacz John ‘Verm’ Sherman. Z uwagi na odmienny charakter trudności występujących na drogach boulderowych, skale te bardzo trudno jest porównać ze skalami stosowanymi do wyceny dróg dłuższych.

## Porównanie skal
Z powodów wyżej opisanych porównywanie skal trudności dróg wspinaczkowych jest sprawą mocno dyskusyjną i często budzącą kontrowersje. W literaturze można znaleźć bardzo różne, często wzajemnie niezgodne tabele porównawcze. Poniższa tabela ma charakter poglądowy.
| Porównanie skal trudności dróg wspinaczkowych stosowanych na świecie | Porównanie skal trudności dróg wspinaczkowych stosowanych na świecie | Porównanie skal trudności dróg wspinaczkowych stosowanych na świecie | Porównanie skal trudności dróg wspinaczkowych stosowanych na świecie | Porównanie skal trudności dróg wspinaczkowych stosowanych na świecie | Porównanie skal trudności dróg wspinaczkowych stosowanych na świecie | Porównanie skal trudności dróg wspinaczkowych stosowanych na świecie | Porównanie skal trudności dróg wspinaczkowych stosowanych na świecie | Porównanie skal trudności dróg wspinaczkowych stosowanych na świecie | Porównanie skal trudności dróg wspinaczkowych stosowanych na świecie | Porównanie skal trudności dróg wspinaczkowych stosowanych na świecie |
| -------------------------------------------------------------------- | -------------------------------------------------------------------- | -------------------------------------------------------------------- | -------------------------------------------------------------------- | -------------------------------------------------------------------- | -------------------------------------------------------------------- | -------------------------------------------------------------------- | -------------------------------------------------------------------- | -------------------------------------------------------------------- | -------------------------------------------------------------------- | -------------------------------------------------------------------- |
|                                                                      |                                                                      |                                                                      |                                                                      |                                                                      |                                                                      |                                                                      |                                                                      |                                                                      |                                                                      |                                                                      |
| YDS (USA)                                                            | Brytyjska (UK) Tech/Opis                                             | Brytyjska (UK) Tech/Opis                                             | Francuska                                                            | UIAA (Tatrzańska)                                                    | Ewbank (Australia)                                                   | GDR (Europa Wschodnia)                                               | Fińska                                                               | Brazylijska                                                          | Płd. Afryka                                                          | Polska (Kurtyki)                                                     |
|                                                                      |                                                                      |                                                                      |                                                                      |                                                                      |                                                                      |                                                                      |                                                                      |                                                                      |                                                                      |                                                                      |
| 3-4                                                                  |                                                                      | M                                                                    | 1                                                                    | I                                                                    |                                                                      |                                                                      |                                                                      | Isup                                                                 | 8                                                                    | I                                                                    |
| 5.1                                                                  |                                                                      | D                                                                    | 2                                                                    | II                                                                   | 11                                                                   |                                                                      |                                                                      | II                                                                   | 10                                                                   | II                                                                   |
| 5.2                                                                  |                                                                      |                                                                      | 2+                                                                   | II+                                                                  | 12                                                                   |                                                                      |                                                                      | IIsup                                                                | 11                                                                   | II+                                                                  |
| 5.3                                                                  | 4a                                                                   | VD                                                                   | 3                                                                    | III                                                                  |                                                                      |                                                                      |                                                                      | III                                                                  | 12                                                                   | III+                                                                 |
| 5.4                                                                  | 4b                                                                   | S                                                                    | 4a                                                                   | IV                                                                   | 13                                                                   |                                                                      | 5−                                                                   | IIIsup                                                               | 13                                                                   | IV                                                                   |
| 5.6                                                                  | 4c                                                                   | HS                                                                   | 4c                                                                   | V−                                                                   | 14                                                                   |                                                                      | 5                                                                    | IV                                                                   | 14                                                                   | IV+                                                                  |
|                                                                      |                                                                      |                                                                      |                                                                      |                                                                      | 15                                                                   |                                                                      |                                                                      |                                                                      | 15                                                                   | V−                                                                   |
| 5.7                                                                  |                                                                      | VS                                                                   | 5a                                                                   | V                                                                    | 16                                                                   | VIIa                                                                 | 5+                                                                   | IVsup                                                                | 16                                                                   | V                                                                    |
| 5.8                                                                  | 5a                                                                   | HVS                                                                  | 5b                                                                   | V+                                                                   | 17                                                                   | VIIb                                                                 |                                                                      | V                                                                    | 17                                                                   | V+                                                                   |
|                                                                      |                                                                      | E1                                                                   |                                                                      | VI−                                                                  | 18                                                                   | VIIc                                                                 | 6−                                                                   | VI                                                                   | 18                                                                   | V+/ VI−                                                              |
| 5.9                                                                  | 5b                                                                   |                                                                      | 5c                                                                   |                                                                      | 19                                                                   |                                                                      |                                                                      | VI / VI+                                                             | 19                                                                   | VI−                                                                  |
| 5.10a                                                                |                                                                      |                                                                      | 6a                                                                   | VI                                                                   | 20                                                                   | VIIIa                                                                | 6                                                                    | VIsup / VI+                                                          | 20                                                                   | VI                                                                   |
| 5.10b                                                                | 5c                                                                   |                                                                      | 6a+                                                                  | VI+                                                                  | 21                                                                   | VIIIb                                                                |                                                                      | VIsup                                                                | 21                                                                   | VI+                                                                  |
| 5.10c                                                                |                                                                      | E2                                                                   | 6b                                                                   | VII−                                                                 | 22                                                                   | VIIIc                                                                | 6+                                                                   | 7a                                                                   | 22                                                                   | VI.1                                                                 |
| 5.10d                                                                |                                                                      |                                                                      | 6b+                                                                  | VII                                                                  | 23                                                                   |                                                                      |                                                                      | 7b                                                                   | 23                                                                   | VI.1+                                                                |
| 5.11a                                                                | 6a                                                                   | E3                                                                   | 6c                                                                   | VII+                                                                 | 24                                                                   | IXa                                                                  | 7−                                                                   | 7c                                                                   | 24                                                                   | VI.2                                                                 |
| 5.11b                                                                |                                                                      |                                                                      | 6c+                                                                  | VIII−                                                                |                                                                      | IXb                                                                  | 7                                                                    | 8a                                                                   | 25                                                                   | VI.2+                                                                |
| 5.11c                                                                |                                                                      | E4                                                                   |                                                                      |                                                                      | 25                                                                   | IXc                                                                  | 7+                                                                   | 8b                                                                   | 26                                                                   | VI.2+/VI.3                                                           |
| 5.11d                                                                |                                                                      |                                                                      | 7a                                                                   | VIII                                                                 | 26                                                                   |                                                                      | 8−                                                                   | 8c                                                                   |                                                                      | VI.3                                                                 |
| 5.12a                                                                | 6b                                                                   | E5                                                                   | 7a+                                                                  | VIII+                                                                | 27                                                                   | Xa                                                                   | 8                                                                    | 9a                                                                   | 27                                                                   | VI.3+                                                                |
| 5.12b                                                                |                                                                      |                                                                      | 7b                                                                   | IX−                                                                  | 28                                                                   | Xb                                                                   | 8+                                                                   | 9b                                                                   | 28                                                                   | VI.4                                                                 |
| 5.12c                                                                |                                                                      |                                                                      | 7b+                                                                  |                                                                      |                                                                      |                                                                      |                                                                      |                                                                      |                                                                      |                                                                      |
| 5.12d                                                                |                                                                      | E6                                                                   | 7c                                                                   | IX                                                                   | 29                                                                   | Xc                                                                   | 9−                                                                   | 9c                                                                   | 29                                                                   | VI.4+                                                                |
| 5.13a                                                                | 6c                                                                   |                                                                      | 7c+                                                                  | IX+                                                                  |                                                                      |                                                                      | 9                                                                    |                                                                      | 30                                                                   | VI.5                                                                 |
| 5.13b                                                                |                                                                      |                                                                      | 8a                                                                   |                                                                      | 30                                                                   |                                                                      | 9+                                                                   | 10a                                                                  | 31                                                                   | VI.5+                                                                |
| 5.13c                                                                |                                                                      | E7                                                                   | 8a+                                                                  | X−                                                                   | 31                                                                   |                                                                      | 10−                                                                  | 10b                                                                  | 32                                                                   | VI.5+/ VI.6                                                          |
| 5.13d                                                                | 7a                                                                   |                                                                      | 8b                                                                   | X                                                                    | 32                                                                   |                                                                      | 10                                                                   | 10c                                                                  | 33                                                                   | VI.6                                                                 |
| 5.14a                                                                |                                                                      |                                                                      | 8b+                                                                  | X+                                                                   |                                                                      |                                                                      | 10+                                                                  | 11a                                                                  | 34                                                                   | VI.6+                                                                |
| 5.14b                                                                | 7b                                                                   | E8                                                                   | 8c                                                                   |                                                                      | 33                                                                   |                                                                      | 11−                                                                  | 11b                                                                  | 35                                                                   | VI.7                                                                 |
| 5.14c                                                                |                                                                      |                                                                      | 8c+                                                                  | XI−                                                                  | 34                                                                   |                                                                      | 11                                                                   | 11c                                                                  | 36                                                                   | VI.7+                                                                |
| 5.14d                                                                | 8a                                                                   |                                                                      | 9a                                                                   | XI                                                                   | 35                                                                   |                                                                      |                                                                      | 12a                                                                  | 37                                                                   | VI.8                                                                 |
| 5.15a                                                                |                                                                      |                                                                      | 9a+                                                                  |                                                                      |                                                                      |                                                                      |                                                                      |                                                                      |                                                                      | VI.8+                                                                |
| 5.15b                                                                |                                                                      |                                                                      | 9b                                                                   |                                                                      |                                                                      |                                                                      |                                                                      |                                                                      |                                                                      |                                                                      |
| 5.15c                                                                |                                                                      |                                                                      | 9b+                                                                  |                                                                      |                                                                      |                                                                      |                                                                      |                                                                      |                                                                      |                                                                      |
| 5.15d                                                                |                                                                      |                                                                      | 9c                                                                   |                                                                      |                                                                      |                                                                      |                                                                      |                                                                      |                                                                      |                                                                      |